# Targa Florio 1935
Targa Florio 1935 je bila neprvenstvena dirka za Veliko nagrado v sezoni 1935. Odvijala se je 28. april 1935 na cestnem dirkališču Madonie na Siciliji.

## Poročilo

### Dirka
Štart dirke je bil v nedeljo ob enajstih dopoldne, dirkači so štartali v časovnih intervalih. Najhitreje je začel Louis Chiron, ki so mu sledili Carlo Pintacuda, Antonio Brivio in Ferdinando Barbieri. Ob koncu prvega kroga je bil vrstni red pri vrhu Chiron, Brivio, Magistri in Pintacuda. V drugem krogu je vodstvo prevzel Brivio, Chiron pa je moral zaradi težav z dirkalnikom drugo mesto prepustiti Constantinu Magistriju. Kasneje je uspelo Chironu ponovno prevzeti drugo mesto. Brivio je brez pravega konkurenta zmagal s prednostjo skoraj sedmih minut pred moštvenim kolegom iz Scuderie Ferrari, Chironom. Tretji Ferrarijev dirkač Pintacuda je odstopil v tretjem krogu zaradi okvare diferenciala, tako da je presenetljivo tretje mesto osvojil Barbieri z dirkalnikom Maserati 4CM za razred Voiturette, po tem ko je prehitel Magistrija. Med prvo deveterico dirkačev jih je kar osem dirkalo z dirkalniki znamke Alfa Romeo. To je bila zadnja prava Grand Prix dirka Targa Florio, kajti kasneje je večinoma potekala kot dirka športnih dirkalnikov. 

## Rezultati

### Dirka
| Poz | Št | Dirkač               | Moštvo             | Dirkalnik        | Krogi | Čas/Odstop    |
| --- | -- | -------------------- | ------------------ | ---------------- | ----- | ------------- |
| 1   | 20 | Antonio Brivio       | Scuderia Ferrari   | Alfa Romeo P3    | 6     | 5:27:29,0     |
| 2   | 22 | Louis Chiron         | Scuderia Ferrari   | Alfa Romeo P3    | 6     | + 6:52,6      |
| 3   | 18 | Ferdinando Barbieri  | Privatnik          | Maserati 8CM     | 6     | + 18:28,6     |
| 4   | 28 | Constantino Magistri | Privatnik          | Alfa Romeo Monza | 6     | + 23:54,0     |
| 5   | 26 | Renato Balestrero    | Gruppo San Giorgio | Alfa Romeo 6C    | 6     | + 31:32,0     |
| 6   | 36 | Renato Danese        | Privatnik          | Alfa Romeo Monza | 6     | + 35:58,2     |
| 7   | 40 | Vittorio Belmondo    | Privatnik          | Alfa Romeo Monza | 6     | + 36:43,6     |
| 8   | 32 | Hans Rüesch          | Privatnik          | Alfa Romeo Monza | 6     | + 41:04,2     |
| 9   | 38 | Giglio Antinori      | Privatnik          | Alfa Romeo 6C    | 6     | + 41:54,6     |
| 10  | 8  | Francesco Toia       | Privatnik          | Fiat 508         | 6     | + 1:09:10,0   |
| 11  | 2  | Albino Ferrara       | Privatnik          | Fiat 508         | 6     | + 1:14:06,4   |
| Ods | 30 | Franco Cortese       | Privatnik          | Alfa Romeo 6C    | 5     | Trčenje       |
| Ods | 6  | Salvatore Casano     | Privatnik          | Fiat 508         | 4     | Diferencial   |
| Ods | 34 | Carlo Pintacuda      | Scuderia Ferrari   | Alfa Romeo P3    | 3     | Vzmetenje     |
| Ods | 14 | Dante Ferrari        | Privatnik          | Alfa Romeo Monza | 3     | Zadnje vpetje |
| Ods | 4  | Luigi di Pietro      | Privatnik          | Fiat 508         | 3     | Izpuh         |
| Ods | 16 | Giuseppe Sutera      | Privatnik          | OM 465           | 2     | Sklopka       |
| Ods | 10 | Pino Baruffi         | Privatnik          | Maserati 4CM     | 2     | Sklopka       |
| Ods | 44 | Salvatore Geraci     | Privatnik          | Alfa Romeo 6C    | 1     | Motor         |
| Ods | 42 | Luigi Pages          | Privatnik          | Alfa Romeo Monza | 1     | Motor         |
| Ods | 24 | Arialdo Zeffiro      | Privatnik          | Bugatti T37      | 0     | Motor         |
| Ods | 12 | Attilio Battilana    | Privatnik          | Fiat 508         | 0     | Motor         |